# Sisu Diesel
Sisu Diesel Inc. was een Finse fabrikant van betrouwbare zware dieselmotoren voor vooral zware terreinvoertuigen en combines/tractoren.
Deze fabriek was voorheen de dieselmotorenfabriek Valmet. Deze is voortgekomen uit onder andere Volvo-BM tractoren, June Munktell, Scandia-Diesel, Valmet, samenwerking met Steyr-Daimler-Puch, samenwerking met KHD (Klockner-Humboldt-Deutz).
In januari 2004 werd Sisu Diesel overgenomen door AGCO Corporation.

## Toepassing
- Combines: Sampo-Rosenlew, Massey-Ferguson, LAN.
- Tractoren: Valmet-Valtra, Massey-Ferguson, Challenger, Fendt.
- Bosbouw-Machines: Valmet, Timbco, Nokka, Sampo-Rosenlew, Logman, Valtra.
- Vele industriële machines.
- Militaire Voertuigen: Patria, e.a.
- Generatoren/aggregaten
- Stationaire pompen.
- Scheepvaart.